# ديفيد فولتون
ديفيد فولتون (15 نوفمبر 1971 في المملكة المتحدة - ) (بالإنجليزية: David Fulton)‏ هو لاعب كريكت بريطاني. لعب مع Kent County Cricket Club ‏.

## وصلات خارجية
- ديفيد فولتون على موقع إي آس بي آن كريك إنفو (الإنجليزية)